# عمارت دادگستری شهرستان کالدول
عمارت دادگستری شهرستان کالدوِل (به انگلیسی: Caldwell County Courthouse) عمارتی تاریخی در شهر لاکهارت از شهرستان کالدول، تگزاس است.
این بنا در سال ۱۸۹۴ ساخته گردید و معمار آن آلفرد گایلز (به انگلیسی: Alfred Giles) بود و امروزه یک میراث فرهنگی معماری تگزاس محسوب می‌گردد.